# Aubrieta
Aubrieta is een geslacht uit de kruisbloemenfamilie (Brassicaceae). Het is door Michel Adanson vernoemd naar Claude Aubriet, een Franse schilder van bloemen. Het geslacht is afkomstig uit het zuiden van Griekenland, maar de planten komen nu als verwilderde tuinplant in geheel Europa voor.
Het gaat om kruipende, groenblijvende, overblijvende kruiden met kleine violette, roze of witte bloemen. De soorten komen voor op rotsen of steenachtige oevers. De planten hebben een voorkeur voor lichte, goed gedraineerde grond en hebben een grote tolerantie voor verschillende zuurgraden. De planten groeien in de volle zon of gedeeltelijke schaduw.
Soorten in dit geslacht zijn:
- Aubrieta alba
- Aubrieta canescens
- Aubrieta cultorum - Grootbloemige aubrieta
- Aubrieta deltoidea - Gewone aubrieta
- Aubrieta pinardii
- Aubrieta variegata

... · 
Alliaria · 
Alyssum (Schildzaad) · 
Arabidopsis · 
Arabis (Scheefkelk) · 
Armoracia · 
Aubrieta · 
Barbarea (Barbarakruid) · 
Berteroa · 
Brassica (Kool) · 
Braya · 
Bunias (Hardvrucht) · 
Cakile · 
Calepina · 
Camelina · 
Capsella (Herderstasje) · 
Cardamine (Veldkers) · 
Cochlearia (Lepelblad) · 
Coincya · 
Conringia · 
Coronopus (Varkenskers) · 
Crambe (Bolletjeskool) · 
Descurainia · 
Diplotaxis (Zandkool) · 
Draba · 
Erophila · 
Eruca · 
Erucastrum · 
Eutrema  · 
Erysimum (Steenraket) · 
Heliophila · 
Hesperis · 
Hirschfeldia · 
Hormathophilla · 
Hornungia · 
Iberis (Scheefbloem) · 
Isatis · 
Lepidium (Kruidkers) · 
Lobularia · 
Lunaria (Judaspenning) · 
Malcolmia · 
Matthiola · 
Neslia · 
Physaria · 
Pringlea · 
Ptilotrichum · 
Raphanus (Radijs) · 
Rapistrum · 
Rorippa (Waterkers) · 
Schouwia · 
Selenia · 
Sinapidendron · 
Sinapis · 
Sisymbrium (Raket) · 
Subularia · 
Teesdalia · 
Thlaspi (Boerenkers) · 
...